# René Gastellier
Pour les articles homonymes, voir Gastellier.
René Gastellier est un médecin et un homme politique français né le 1er octobre 1741 à Ferrières dans l'ancienne province de l'Orléanais et mort le 20 novembre 1821 à Paris.
René Gastellier est élu sous la Révolution française en qualité de député du Loiret et occupe également brièvement le poste de maire de Montargis.

## Biographie
René Gastellier nait à Ferrières le 1er octobre 1741 dans l'ancienne province de l'Orléanais du Royaume de France sous le règne du roi Louis XV.
Il exerce la profession de médecin à Montargis, ville dont il est maire de 1782 à 1791.
Il est élu à l'Assemblée nationale législative du 4 septembre 1791 au 20 septembre 1792 en qualité de député du Loiret.
Il est décoré de l'ordre de Saint-Michel en 1817 par le roi Louis XVIII.
Il meurt à Paris, le 20 novembre 1821, à l'âge de 80 ans, sous la Seconde Restauration.
René Gastellier a également écrit plusieurs ouvrages consacrés à la médecine, on peut notamment citer, Des spécifiques en médecine en 1783, Controverses médicales en 1817 ou Exposé fidèle de petites véroles survenues après la vaccination en 1819.

### Sources biographiques
- Jacques-Alphonse Mahul, Annuaire nécrologique, ou Supplément annuel et continuation de toutes les biographies ou dictionnaires historiques, 2e année, 1821, Paris : Ponthieu, 1822, p. 191